# لويس ألان هازلتين
لويس ألان هازلتين (بالإنجليزية: Louis Alan Hazeltine)‏ هو فيزيائي ومهندس أمريكي، ولد في 7 أغسطس 1886 في موريستاون في الولايات المتحدة، وتوفي في 24 مايو 1964 في Maplewood, New Jersey ‏ في الولايات المتحدة.

## وصلات خارجية
- لويس ألان هازلتين على موقع الموسوعة البريطانية (الإنجليزية)